# Anteckningar från en ö
Anteckningar från en ö är en självbiografi av Tove Jansson som utkom 1996.